# Marked Tree Lock and Siphons
Als Marked Tree Lock and Siphons (deutsch etwa Schleuse und Heber bei Marked Tree) wird eine Hochwasserschutzanlage bei Marked Tree im Poinsett County im Nordosten des US-Bundesstaats Arkansas bezeichnet. Die 1988 in das National Register of Historic Places aufgenommene Anlage besteht aus einer stillgelegten Schleuse und Hebern, mit denen der Saint Francis River einen Deich überquert.

## Geographie
Die City Marked Tree liegt in einer Ebene zwischen dem Mississippi River im Osten und Crowley’s Ridge im Westen. Die Ebene ist Teil des Arkansas-Deltas, das zur Mississippi-Bucht gehört. Fast die gesamte Ebene wird vom Mississippi-Zufluss Saint Francis River entwässert.
In der Sichtweise der europäischen Migranten war die Ebene im 19. Jahrhundert ein Gewirr aus Sümpfen, flachen Seen und einem undurchschaubaren System von Flüssen und Bächen. Die New-Madrid-Erdbeben von 1811 und 1812 ließen den Wasserstand weiter steigen, da Ufer einbrachen und Wasserläufe durch umgestürzte Bäume blockiert wurden. Zudem war man überzeugt, dass Flächen durch die Erdbeben abgesunken waren. Diese Gebiete wurden als sunken lands (deutsch: Versunkenes Land) bezeichnet. Eine seenartige Aufweitung des Saint Francis River nordwestlich von Marked Tree ist heute als St. Francis Sunken Lands Wildlife Management Area unter Schutz gestellt.
Nach dem Sezessionskrieg (1861–1865) wurde der Saint Francis River schiffbar gemacht. Da die Topographie die Erschließung des Gebiets durch Eisenbahnen erschwerte, blieb der Fluss bis ins 20. Jahrhundert ein wichtiger Verkehrsweg, auf dem Holz geflößt und getriftet sowie Personen und Güter mit Dampfschiffen befördert wurden. Eine systematische Entwässerung des Gebiets um den Saint Francis River setzte in den 1890er und 1900er Jahren ein.

## Anlage
Ab 1917 war der Drainage District Number Seven für den Hochwasserschutz und die Entwässerung in der Gegend um Marked Tree zuständig. Geplant war, den Saint Francis River nördlich von Marked Tree einzudeichen. Ab Marked Tree sollte das Hochwasser über eine östlich des Flusses verlaufende Flutmulde – einen eingedeichten Geländestreifen mit einem Kanal – abgeleitet werden. Da die Schiffbarkeit des Flusses erhalten bleiben sollte, musste der Unterlauf des Saint Francis Rivers mit ausreichend Wasser versorgt werden und es musste für Schiffe eine Möglichkeit geschaffen werden, den Deich zu queren.
Nach Genehmigung der Planungen im Januar 1924 wurde bis 1926 die Flutmulde gebaut. Zudem entstand im Deich eine Schleuse für die Schifffahrt und ein Durchlass mit einem Schütz zur Überleitung von Wasser in den Unterlauf. Die Schleuse war rund 100 Meter lang, 7,3 Meter breit und lag in einem bis zu 9 Meter tiefen Trog. Das Durchlassbauwerk hatte vier rechteckige Öffnungen mit einer Querschnittsfläche von jeweils rund 4,5 Quadratmeter und sollte etwa 74 Kubikmeter Wasser je Sekunde überleiten können.
1933 traten am Durchlass erhebliche Setzungsschäden auf. Durch ein neues Gesetz wurde 1936 das United States Army Corps of Engineers (USACE), eine Pioniereinheit der US-Armee, für den Hochwasserschutz am Saint Francis River zuständig. Das USACE stellte im Oktober 1936 schwere Schäden am Deich fest. Deshalb wurde die Überleitung von Wasser in den Unterlauf des Flusses eingestellt, was die Unterbrechung der Schifffahrt zur Folge hatte. Zuvor hatten durchschnittlich 750 Schleusungen pro Monat stattgefunden. Im Mai 1938 führte ein Hochwasser zu einem Deichbruch und zu irreparablen Schäden am Durchlass. Bis Oktober 1938 wurde der Durchlass abgerissen und der gebrochene Deich geschlossen. Als Ursache der Probleme ermittelte das USACE Treibsand im Baugrund, der bei Zutritt von Wasser zu fließen anfange.
Anstelle des Durchlasses wurden rund 200 Meter nordöstlich der Schleuse drei Heber gebaut, bestehend aus knapp 70 Meter langen Stahlrohren mit einem Durchmesser von rund 2,75 Meter. Die in ihrem Verlauf an den Deichquerschnitt angepassten Rohre lagern auf Gerüsten. Für den Weg auf der Deichkrone entstand eine hölzerne Trestle-Brücke, die die Rohre überquert. Die Heber werden durch Vakuumpumpen in Betrieb gesetzt, die die Luft aus den Rohren saugen. Die Pumpen und weitere Einrichtungen sind in einem kleinen Schieberhaus auf dem Deich untergebracht. Der Abfluss kann gesteuert werden, indem die Zahl der betriebenen Rohre geändert wird. Die Heber wurde am 7. Juni 1939 eingeweiht.
Die Idee zum Bau der Heber stammte aus New Orleans, wo Hauptwasserleitungen mit Hebern über Deiche geführt wurden. Umfangreiche Recherchen des USACE nach Experten für Heber blieben erfolglos. Spätere Tests des USACE ergaben eine hohe Effizienz der Heber, die normalerweise nur unter Laborbedingungen erreicht werde. Laut USACE wurden die Heber weltweit beachtet und von Ingenieuren aus Großbritannien, Frankreich und Südamerika besichtigt.
1971 wurde die Schleuse stillgelegt, da die Schifffahrt auf dem Saint Francis River zum Erliegen gekommen war. Die Deichlücke an der Schleuse wurde geschlossen, die Kammerwände blieben erhalten. Damit war der Grund für den Bau der Heber entfallen. Ein Bericht des USACE von 1983 nannte als Vorteile beim Weiterbetrieb der Heber den Erhalt des alten Flusslaufs, die Möglichkeit, den Wasserstand in der St. Francis Sunken Lands Wildlife Management Area zu regulieren, sowie die Schaffung zusätzlicher Abflusskapazität, wodurch die Flutmulde entlastet werde und die dortigen Flächen besser landwirtschaftlich nutzbar seien.
Am 2. Mai 1988 wurden die Heber und die Schleuse in das National Register of Historic Places aufgenommen und damit unter Denkmalschutz gestellt.